# The Future Is Medieval
The Future Is Medieval (в переводе с англ. — «Будущее — это Средневековье») — четвёртый студийный альбом британской рок-группы Kaiser Chiefs, выпущенный 3 июня 2011 года.

## Об альбоме
Музыканты выложили на собственном сайте 20 композиций и предложили поклонникам скачать понравившиеся 10 треков и, придумав свою версию трек-листа и обложки диска, опубликовать на том же сайте свой вариант релиза, с продажи которого составитель получал один фунт стерлингов. Видеоклип на первый сингл «Little Shocks» был опубликован незадолго до выпуска альбома. 27 июня вышло традиционное 13-трековое издание альбома, в состав которого вошёл не опубликованный ранее трек «Kinda Girl You Are».
Девять треков были записаны в лондонской студии Dean St. Studios и спродюсированы Тони Висконти; остальные 11 композиций группа записала вживую под руководством Этана Джонса.
Ударник Kaiser Chiefs Ник Ходжсон сообщил в интервью, что они обратились к Дэвиду Боуи за помощью в написании слов песни «Man on Mars», однако предложенный текст оказался «просто неверным» и его пришлось отвергнуть. На следующий день Тони Висконти опроверг эту информацию, назвав её «абсурдом». Также музыканты признались, что во время сочинения композиций они вдохновлялись альбомом Be Here Now группы Oasis.
Название альбома взято из текста песни «Child of the Jago».

## Список композиций
1. «Little Shocks» — 3:42
2. «Things Change» — 3:45
3. «Long Way from Celebrating» — 3:02
4. «Starts with Nothing» — 5:31
5. «Out of Focus» — 4:09
6. «Dead or in Serious Trouble» — 2:37
7. «When All Is Quiet» — 3:27
8. «Kinda Girl You Are»
9. «Man on Mars» — 4:14
10. «Child of The Jago» — 4:41
11. «Heard It Break» — 3:07
12. «Coming Up for Air» — 5:35
13. «If You Will Have Me» — 3:23

Композиции, не вошедшие в итоговый трек-лист
- «Back in December» — 3:40
- «Problem Solved» — 3:01
- «Can’t Mind My Own Business» — 3:48
- «Cousin in the Bronx» — 3:32
- «Saying Something» — 4:06
- «Fly on the Wall» — 4:35
- «I Dare You» — 3:56
- «My Place Is Here» — 4:04

## Чарты
| Страна             | Место |
| ------------------ | ----- |
| Австралия          | 25    |
| Бельгия (Валлония) | 37    |
| Бельгия (Фландрия) | 34    |
| Великобритания     | 10    |
| Испания            | 95    |
| Нидерланды         | 40    |
| Швейцария          | 83    |